# Опад

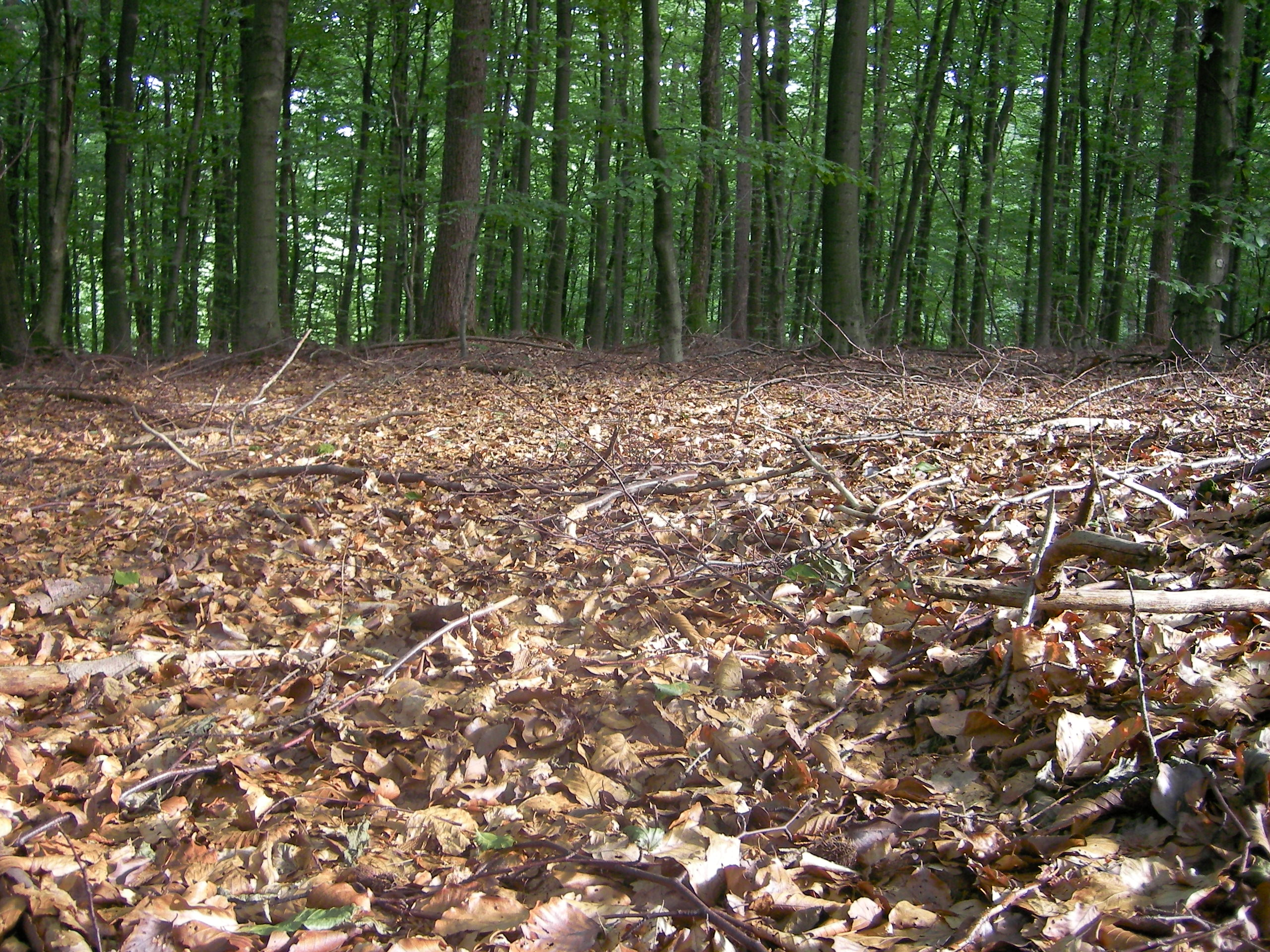
Лиственный опад

Опа́д — отмершие части растений (листья, ветки, цветки, плоды и т. п.), опавшие на поверхность почвы или дно водоёма. Является, вместе с отпадом, частью так называемой мортмассы. В «Экологическом энциклопедическом словаре» под редакцией И. И. Дедю к опаду относятся не только надземные, но и подземные отмирающие части растительности. Ежегодный опад формирует так называемый мёртвый покров, а в лесу — лесную подстилку.
Количество опада определяется, в первую очередь, видовым составом растений: наибольший объём присутствует в широколиственных лесах, несколько меньший — в мелколиственных, наименьший — в хвойных. При этом в нормально развивающихся растительных сообществах величина опада не может превышать величину прироста.
С опадом в почву поступают как органические вещества, синтезированные растениями, так и минеральные, поглощённые ими из почвы. Опад различных древесных пород неодинаков по своему химическому составу и разлагается с разной скоростью. Опад лиственных деревьев, как правило, разлагается быстрее, чем опад хвойных. Скорость разложения зависит также от климата: в условиях холодного климата опад скапливается и образует плотную подстилку, тогда как в более влажных и тёплых разлагается в течение нескольких месяцев.
В разложении опада принимают участие многочисленные живые организмы: беспозвоночные сапрофаги, микроорганизмы, грибы. Наибольшую роль в переработке опада играют дождевые черви, коллемболы, мокрицы, кивсяки, личинки жуков и двукрылых, брюхоногие моллюски.
Характер опада влияет на последующее развитие наземной флоры. Так, обильный лиственный опад полностью покрывает молодые всходы, а также невысокие лишайники и мхи, лишая их света. Хвойный же опад не препятствует развитию мхов и лишайников, которые поэтому часто встречаются в сосняках.